# 米哈伊尔·瓦西里耶维奇·叶梅利亚诺夫
米哈伊尔·瓦西里耶维奇·叶梅利亚诺夫（羅馬化：Mikhail Vasil'yevich Emel'yanov；1962年5月9日—）是俄罗斯政治人物，国家杜马议员。
1984年，叶梅利亚诺夫毕业于罗斯托夫国立大学法律系。1994年，他加入了亚博卢党。次年，他当选第二届国家杜马议员。1999年和2003年，他分别连任第三届和第四届国家杜马议员。2005年，他离开亚博卢党并加入统一俄罗斯党。2007年，他加入公正俄罗斯党。2007年、2011年和2016年，他连任第五届、第六届和第七届国家杜马议员。